# Base Novolázarevskaya

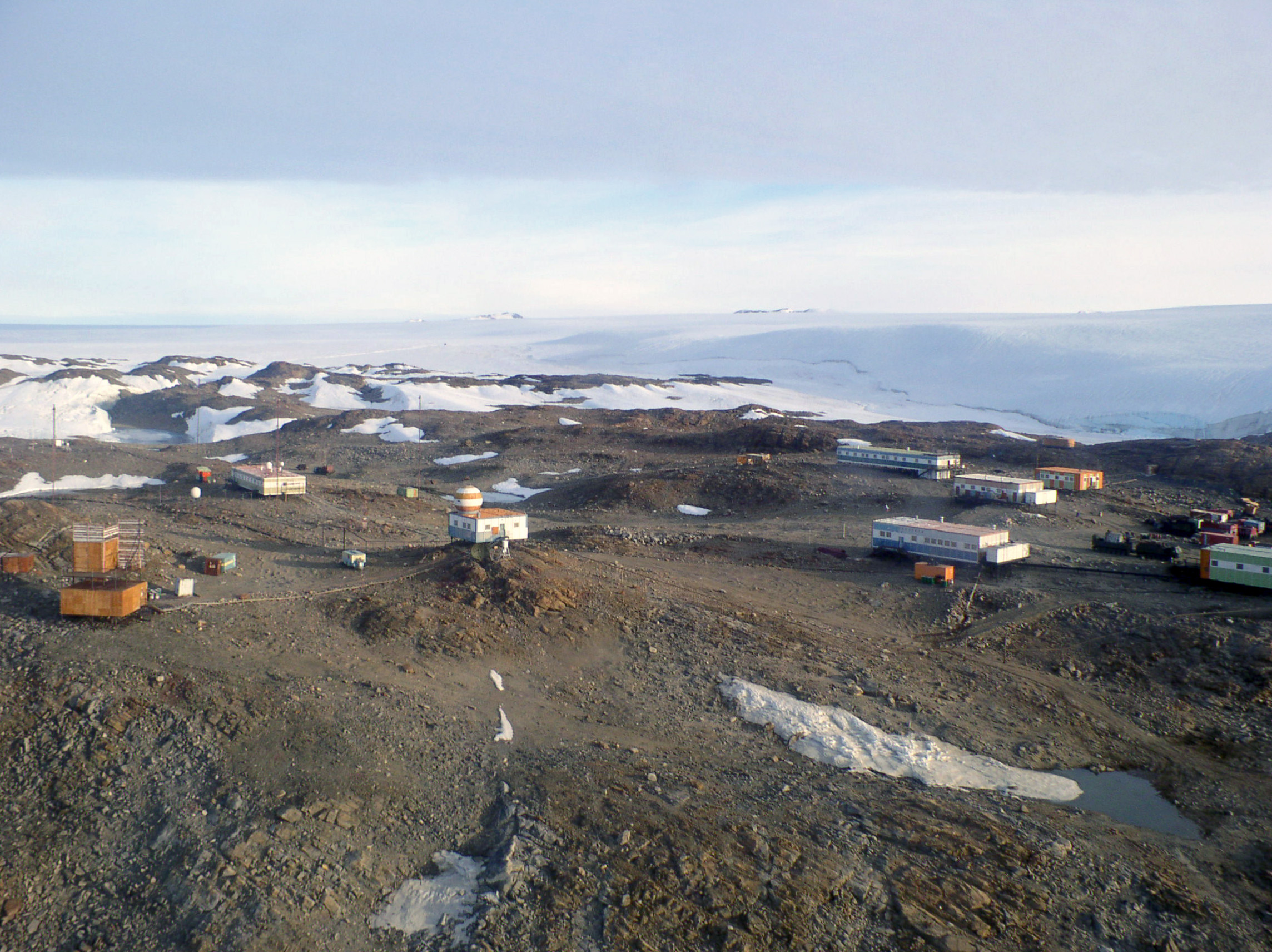
Vista desde un helicóptero.

La Base Novolazárevskaya (del ruso: Станция Новолазаревская) es una base antártica de Rusia (heredada de la Unión Soviética en 1991). Se encuentra emplazada en la parte sureste del oasis Schirmacher, Tierra de la Reina Maud, a 75 km de la costa antártica, de la que está separada por la plataforma de hielo Lazarev. Fue inaugurada el 18 de enero de 1961 por la VI Expedición Antártica Soviética. Realiza investigaciones en meteorología, geofísica, glaciología y oceanología.
El 30 de abril de 1961, el médico soviético Leonid Rógozov se tuvo que practicar una autocirugía para solucionar una apendicitis.
En 2010, la estación de referencia diferencial GLONASS comenzó a funcionar en Novolazarevskaya. La estación de referencia también proporciona Internet al personal de Novolazarevskaya.
Novolazarevskaya se encuentra a 3,5 km al este de la estación de investigación Maitri de la India.

## Historia
Novolazarevskaya sustituyó a la estación Lazarev que operó desde 1959 hasta 1961. Las ventiscas eran una de las principales dificultades de funcionamiento de la estación Lazarev; en poco tiempo, las instalaciones fueron cubiertas por la nieve varios metros por encima del techo. Otra preocupación fue la posibilidad de romper la plataforma de hielo.
A Vladislav Gerbovich se le encomendó la elección del lugar de ubicación y la construcción de la estación. La estación Novolazarevskaya fue ubicada a 80 km al sur de la estación Lazarev en un lugar conveniente y seguro del Oasis Antártico Schirmacher.

## Aeródromo

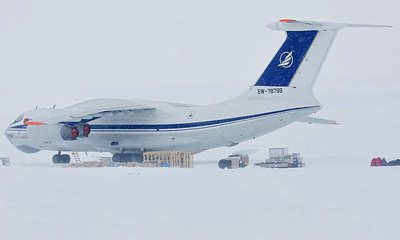
Ilyushin Il-76 en la base Novolazárevskaya

A 9 km al sur de la base, sobre un glaciar, se encuentra el Aeródromo de Novolazárevskaya. Es uno de los más grandes y concurridos de la Antártida y uno de los dos del sistema de transporte DROMLAN, que utiliza los principales campos de aviación en la región para comunicar a las bases de la Tierra de la Reina Maud con Ciudad del Cabo en Sudáfrica.
La pista de hielo azul se construyó en 1979 para recibir aviones Il-76. Actualmente, el aeródromo está alquilado y totalmente atendido por la empresa sudafricana Antarctics Logistics Center International (ALCI), que sirve a las estaciones Novolazarevskaya y Maitri.

## Clima
| Parámetros climáticos promedio de Base Novolazárevskaya | Parámetros climáticos promedio de Base Novolazárevskaya | Parámetros climáticos promedio de Base Novolazárevskaya | Parámetros climáticos promedio de Base Novolazárevskaya | Parámetros climáticos promedio de Base Novolazárevskaya | Parámetros climáticos promedio de Base Novolazárevskaya | Parámetros climáticos promedio de Base Novolazárevskaya | Parámetros climáticos promedio de Base Novolazárevskaya | Parámetros climáticos promedio de Base Novolazárevskaya | Parámetros climáticos promedio de Base Novolazárevskaya | Parámetros climáticos promedio de Base Novolazárevskaya | Parámetros climáticos promedio de Base Novolazárevskaya | Parámetros climáticos promedio de Base Novolazárevskaya | Parámetros climáticos promedio de Base Novolazárevskaya |
| Mes                                                     | Ene.                                                    | Feb.                                                    | Mar.                                                    | Abr.                                                    | May.                                                    | Jun.                                                    | Jul.                                                    | Ago.                                                    | Sep.                                                    | Oct.                                                    | Nov.                                                    | Dic.                                                    | Anual                                                   |
| ------------------------------------------------------- | ------------------------------------------------------- | ------------------------------------------------------- | ------------------------------------------------------- | ------------------------------------------------------- | ------------------------------------------------------- | ------------------------------------------------------- | ------------------------------------------------------- | ------------------------------------------------------- | ------------------------------------------------------- | ------------------------------------------------------- | ------------------------------------------------------- | ------------------------------------------------------- | ------------------------------------------------------- |
| Temp. máx. media (°C)                                   | 2.2                                                     | -0.8                                                    | -5.3                                                    | -9.1                                                    | -10.6                                                   | -12.0                                                   | -14.0                                                   | -14.6                                                   | -13.5                                                   | -9.6                                                    | -3.2                                                    | 1.5                                                     | -7.4                                                    |
| Temp. media (°C)                                        | -0.4                                                    | -3.3                                                    | -7.8                                                    | -11.9                                                   | -13.6                                                   | -14.9                                                   | -17.1                                                   | -17.9                                                   | -16.7                                                   | -12.6                                                   | -5.9                                                    | -1.1                                                    | -10.3                                                   |
| Temp. mín. media (°C)                                   | -2.7                                                    | -5.6                                                    | -10.1                                                   | -14.9                                                   | -17.1                                                   | -18.4                                                   | −20.8                                                   | -21.6                                                   | -20.4                                                   | -15.7                                                   | -8.7                                                    | -3.6                                                    | -13.3                                                   |
| Precipitación total (mm)                                | 2.5                                                     | 2.7                                                     | 8.9                                                     | 14.5                                                    | 29.0                                                    | 34.6                                                    | 34.7                                                    | 36.3                                                    | 33.1                                                    | 24.8                                                    | 10.8                                                    | 5.8                                                     | 237.7                                                   |
| Humedad relativa (%)                                    | 56.3                                                    | 49.6                                                    | 48.2                                                    | 46.9                                                    | 48.9                                                    | 50.4                                                    | 49.3                                                    | 49.9                                                    | 48.0                                                    | 49.5                                                    | 52.3                                                    | 57.0                                                    | 50.5                                                    |
| Fuente: Arctic and Antarctic Research Institute         |                                                         |                                                         |                                                         |                                                         |                                                         |                                                         |                                                         |                                                         |                                                         |                                                         |                                                         |                                                         |                                                         |